# Coloration de Nissl

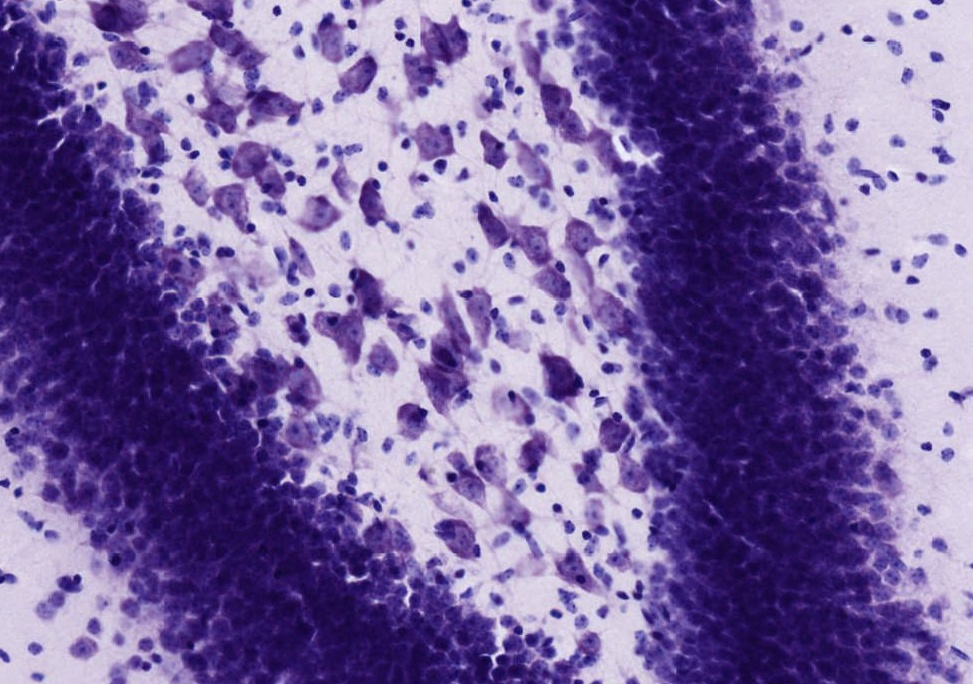
Section de l'hippocampe d'un rongeur, colorée par cette méthode

La coloration de Nissl (du nom du médecin allemand Franz Nissl, 1860-1919) est une méthode de coloration histologique particulièrement utilisée pour révéler la cytoarchitectonie des tissus nerveux dont elle marque les corps cellulaires et tout particulièrement le réticulum endoplasmique rugueux qui, dans les neurones, forme les corps de Nissl particulièrement riches en ribosomes.
La coloration de Nissl consiste à imprégner des tranches du tissu d'un colorant tel que le violet de crézyl (en), le bleu de méthylène ou la thionine. Ceux-ci se lient à des substances basophiles comme l'ARN ou l'ADN ce qui donne une coloration bleu ou violette du noyau et des ribosomes. S'agissant des neurones, ces organites ne sont présentes que dans le péricaryon, et non dans les neurites (axone ou dendrites), si bien que seul le corps cellulaire (soma) est coloré. Par ailleurs, la sensibilité du violet de crésyl permet de différencier les éléments cellulaires des neurones (par exemple, les nucléoles du noyau) en fonction de leur acidité.
La coloration de Nissl a eu un rôle majeur dans les progrès des neurosciences à la fin du XIXe siècle et au début du XXe siècle, en permettant de révéler au microscope l'organisation du tissu nerveux et d'établir les premières cartes cytoarchitectoniques du cerveau par Brodmann (1905) ou von Economo (1925).